# Maria van Antwerpen
Maria van Antwerpen, född 1719 i Breda död 1781, var en nederländsk militär. Hon är välkänd inom holländsk historiebeskrivning, där hon fått representera fenomenet av de många fall av kvinnor som under 1700-talet klädde ut sig till män och var aktiva inom manliga yrken.
Hon var dotter till vinbryggaren Johannes van Antwerpen och Johanna de Swart. Föräldralös vid 13 års ålder 1732 arbetade hon som tjänsteflicka. Då hon fick sparken vintern 1745 beslöt hon att klä sig till man. Hon tog värvning för sex år 1746 som Jan van Ant, 16 år. 1748 gifte hon sig som Jan van Ant med sergeantdottern Johanna Cramers. 1751 igenkändes hon av en tidigare arbetsgivare, greps för att ha ingått ett olagligt äktenskap och förlöjligat äktenskapets institution, och förvisades från alla garnisonsstäder. Hon arbetade sedan som sömmerska. Hon gifte sig åter 1762 som Machiel van Hantwerpen med Cornelia Swartsenberg, en ogift kvinna som blivit gravid efter en våldtäkt, med sin bror som bröllopsvittne. Sedan tog hon värvning under ett nytt mansnamn. Från 1766 var hon posterad i Amsterdam. En son döptes med Maria som far. 1769 igenkändes hon av någon som känt henne som sömmerska och ställdes inför rätta. Cornelia Swartsenberg flydde utomlands och Maria van Antwerpen dömdes till exil i landskapet Holland och Västfriesland. Hon begravdes på fattigkyrkogården i Breda 1781.
Marias biografi utgavs av Franciscus Lievens Kersteman 1751. Hon beskrivs här som en romankaraktär ur den då moderna pikareskromanens stil. Denna biografi tros ha upptecknats under en intervju med henne, och tros vara verklighetstrogen, om än utbroderad. Ytterligare en beskrivning av hennes liv utgavs under hennes levnad, dock mindre verklighetstrogen.
Fenomenet med kvinnor som levde som män var inte unikt för Maria van Antwerpen utan blev något av ett samhällsfenomen under 1700-talet, för kvinnor som ville förbättra sina levnadsvillkor och få högre betalda arbeten och mer frihet. I samma område som van Antwerpens fanns ytterligare två kända exempel under samma tid: Elisabeth Someruell (Lys Saint Mourel) och Mary Read. År 1653 avslöjades Adriana la Noy efter att ha tjänstgjort som matros vid första engelsk-holländska kriget, och 1710 upptäcktes en soldat som dött efter ett knivslagsmål i Rotterdam vara en kvinna. Maria van Antwerpen tillhörde de allra mest väldokumenterade bland dessa exempel. Även som ett exempel på en unikt väldokumenterad biografi av en fattig person ur folket har hennes biografi ansetts viktig inom forskningen.